# Gérard Brémond
Pour les articles homonymes, voir Brémond.
Gérard Brémond, né le 22 septembre 1937 à Boulogne-Billancourt (Hauts-de-Seine), est un homme d'affaires, fondateur du groupe Pierre & Vacances-Center Parcs.
Il a notamment participé à la création de la station d'Avoriaz en 1967 et du Festival International du film fantastique en 1973.
Il est également le propriétaire de TSF Jazz et du Duc des Lombards.

## Biographie
Gérard Brémond est le fils de Jean-Robert Brémond et de Gilberte Hetty de Castro, il étudie au lycée Janson de Sailly et est licencié en sciences économiques et diplômé de l'Institut d'administration des entreprises.
Passionné de jazz, journaliste pour le magazine "Jazz Hot", il écrit en 1958 sur John Coltrane.

### Lancement de la station d'Avoriaz
En 1966, Gérard Brémond rencontre Jean Vuarnet, champion olympique, qui projette de développer une station sans voiture à Avoriaz. Jean Vuarnet s'était pour cela adressé à Robert Brémond, qui a confié le dossier à son fils.
Il conçoit avec les architectes Jacques Labro, Jean-Marc Roques et Jean-Jacques Orzoni, une station dont l’architecture, qualifiée de mimétique (les formes des bâtiments étant inspirée par celles de la montagne) reste unique en France.

### Création du groupe Pierre & Vacances
Pour cela, il crée en 1967 le groupe Pierre & Vacances, qui combine deux activités :
- l’immobilier touristique, qui consiste à concevoir et construire des résidences de tourisme. La « nouvelle propriété »[8], formule qui permet l'accession à la propriété avec déduction de la TVA, loyers garantis, à condition de confier la location de son appartement à Pierre et Vacances lorsque le propriétaire ne l'occupe pas pour ses propres vacances.
- le tourisme, par la location d'appartements et de maisons de vacances, soit dans des résidences de tourisme à la mer, la campagne ou la montagne, soit dans des villages de vacances créés ex nihilo.

### Création du festival international du film fantastique
En 1973, Gérard Brémond crée le Festival international du film fantastique d'Avoriaz.

### Développement du groupe
Dans les années 1970 et 1980, Gérard Brémond développe Pierre & Vacances en ouvrant des résidences à la montagne et à la mer, jusqu'à compter une vingtaine de destinations. En 1990, il inaugure le village de Cap Esterel, qui compte 1600 appartements en bord de mer et devient la référence de Pierre & Vacances en matière d'architecture et d'urbanisme.
Gérard Brémond introduit Pierre & Vacances en bourse en 1999, avant de commencer son internationalisation en Espagne, en 2005. Il développe également ce qui deviendra le groupe Pierre & Vacances via des opérations de croissance externe (les sociétés Orion Vacances, Gran Dorado, Maeva, résidences MGM sont rachetées entre 1999 et 2002).
En 2003, le Groupe Pierre & Vacances fait l'acquisition de la marque Center Parcs et devient Groupe Pierre & Vacances-Center Parcs (en 2009).
Le 10 octobre 2017 est inauguré Villages Nature Paris, un complexe écotouristique conçu avec Euro Disney SCA et situé à Val d'Europe, annoncé en 2004.

### Investissements dans le domaine du jazz
Gérard Brémond rachète en 2007 la radio TSF Jazz et reprend le club le Duc des Lombards, qui était sur le point d'être transformé en restaurant,.

## Autres fonctions
- Fondateur - avec son épouse Jacqueline Délia Brémond - de la Fondation Ensemble, en 2004[11]
- Président de la Maison de la France (aujourd'hui Atout France), groupement d'intérêt économique réunissant l'État, les collectivités territoriales et les professionnels, avec pour objet la promotion du tourisme français dans le monde, de 1999 à 2005
- Conseiller du commerce extérieur de la France
- Conseiller national du tourisme
- Cofondateur de l'Institut du Mécénat Humanitaire
- Président de l'association "Alliance 46.2, Entreprendre en France pour le tourisme", de 2014 à 2016
- Il entre en avril 2010 au conseil de surveillance de Maroc Telecom[12].

## Prix et distinctions
Gérard Brémond est commandeur de la Légion d’honneur, officier des Arts et des Lettres et officier de l’ordre national du Mérite.

## Vie personnelle
Gérard Brémond a deux enfants :
- Olivier Brémond, membre du conseil d'administration du Groupe Pierre & Vacances-Center Parcs[13] et directeur général délégué de SITI, la holding familiale du Groupe Pierre & Vacances-Center Parcs.
- Delphine Brémond, membre du conseil d'administration du groupe Pierre & Vacances-Center Parcs[14]